# جبل الأربعين (إدلب)
جبل الأربعين أو جبل بني عليم (بالتراث) (ارتفاعه 877م) قمة في سلسلة جبال الزاوية التي تقع في المنطقة الشمالية الغربية من سوريا في محافظة إدلب مدينة أريحا، والتي تبعد عن محافظة حلب ما يقارب السبعين كيلو مترا، ويُعدُّ جبل الأربعين مصيفا سياحيا ومن أهم المناطق السياحية في سورية عموما والمنطقة الشمالية خصوصا،ويبلغ ارتفاع جبل الأربعين ما يقارب الألف متر فوق سطع البحر حيث يغطى بالثلوج شتاء.